# Tony Williams
Anthony Tillmon "Tony" Williams, född 12 december 1945 i Chicago, Illinois, död 23 februari 1997 i Daly City, Kalifornien, var en amerikansk trumslagare, bandledare och kompositör.

## Biografi
Tony Williams växte upp i Boston, Massachusetts och började spela trummor vid tidig ålder. Hans far, Tillmon Williams som spelade saxofon uppmuntrade sonens musikintresse och när Tony Williams var elva år gammal var han känd nog för att ensam gå till jazzklubbar och spela på egen hand. Williams tog lektioner av trumslagaren och slagverksläraren Alan Dawson (en). 1959 började Williams samarbeta med saxofonisten Sam Rivers (en) som blev något av en mentor för Williams. I december 1962, då Williams var 17 år, flyttade han till New York för att spela med altsaxofonisten Jackie McLeans (en) band. Trumpetaren Miles Davis fick då notis om den unge trumslagaren och han blev erbjuden att bli en del i dennes kvintett. Efter ett tag antog kvintetten den form som den skulle ha fram till 1968  med Wayne Shorter, Herbie Hancock och Ron Carter förutom Williams och Davis. De spelade in många skivor och turnerade världen runt. Under denna tid medverkade även Williams på flera skivor, samt spelade in under eget namn, under skivbolaget Blue Note Records. På slutet av sextiotalet, när Davis började ta in flera musiker i sitt band var Williams till en början med i gruppen men lämnade sedan samarbetet med Davis för att starta sin egen grupp The Tony Williams Lifetime (en) tillsammans med gitarristen John McLaughlin och hammondorganisten Larry Young/Khalid Yasin (en). Efterhand skulle även Cream-basisten Jack Bruce komma att ingå i gruppen.
När McLaughlin lämnat gruppen för att starta Mahavishnu Orchestra, utökades Lifetime med flera musiker, bland andra Don Alias och Ted Dunbar (en). 1972 var Williams även medlem i tenorsaxofonisten Stan Getz-kvartett/kvintett tillsammans med Chick Corea och Stanley Clarke och Airto Moreira (en). Efter att ha tagit en sabbatsperiod återkom Williams 1975 med en ny version av sin grupp: The New Tony Williams Lifetime (en) med Adam Holdsworth (en) med flera. Mellan 1976 och -78 var Williams med i Hank Jones Great Jazz Trio  och turnerade och spelade in skivor. Williams återförenades också med bandmedlemmarna från Miles Davis sextiotals-kvintett med Freddie Hubbard på trumpet i Davis ställe. Kvintetten tog namnet V.S.O.P. (Very Special One-time Performance) och gjorde, namnet till trots, flera inspelningar och turnéer under slutet av sjuttiotalet.
Efter att i början av åttiotalet frilansat i olika sammanhang och studerat komposition startade Williams 1985 en ny grupp, en kvintett, med bland andra trumpetaren Wallace Roney (en). Gruppen spelade in flera skivor och framträdde världen runt. 1995 upplöste Williams kvintetten och spelade istället på trio med pianisten Mulgrew Miller och basisten Ira Coleman, som också hade deltagit i kvintett. Under denna tid samarbetade han också med basisten och producenten Bill Laswell i ett projekt med namnet Arcana tillsammans med flera andra musiker, bland andra saxofonisten Pharoah Sanders och gitarristen Derek Bailey. Den sista skivan Williams gav ut i eget namn var Wilderness, ett "all-star" projekt med några av de främsta amerikanska jazzmusikerna samt en symfoniorkester, till vilken Williams hade komponerat musiken.
Efter sviterna av en mindre galloperation den 20 februari 1997 fick Williams den 23 februari en hjärtinfarkt med dödlig utgång. Enligt Williams änka, Colleen Williams, hade Williams klagat över obehag men inte fått den hjälp på sjukhuset som hade behövts då personalen trott att det bara rörde sig om de smärtor som vanligtvis brukar uppstå efter galloperationer.

## Diskografi

### I eget namn
- Life Time (Blue Note, 1964)
- Spring (Blue Note, 1965)
- The Joy of Flying (Columbia, 1979)
- Play or Die (P.S. Productions, 1980)
- Foreign Intrigue (Blue Note, 1985)
- Wilderness (Ark 21, 1996)

Tony Williams Lifetime
- Emergency! (Verve, 1969)
- Turn It Over (Verve, 1970)
- Ego (Polydor, 1971)
- The Old Bum's Rush (Polydor, 1972)

The New Tony Williams Lifetime
- Believe It (Columbia, 1975)
- Million Dollar Legs (Columbia, 1976)

Tony Williams Quintet
- Civilization (Blue Note, 1986)
- Angel Street (Blue Note, 1988)
- Native Heart (Blue Note, 1989)
- The Story of Neptune (Blue Note, 1991)
- Tokyo Live (Blue Note, 1992)

Tony Williams Trio
- Young at Heart (Columbia, 1996)

### Som bandmedlem
Med Geri Allen
- Twenty One (Blue Note, 1994)

Arcana
- The Last Wave (1995)
- Arc of the Testimony (1997)

Med Chet Baker
- You Can't Go Home Again (Horizon, 1977)
- The Best Thing for You (A&M, 1977)
- Chet Baker / Wolfgang Lackerschmid (Sandra Music Productions, 1979)

Med George Cables
- Phantom of the City (Contemporary, 1985)

Med Ron Carter
- Third Plane (1978)
- Etudes (1982)

Med Stanley Clarke
- Stanley Clarke (1974)

Med Miles Davis
- Seven Steps to Heaven (1963)
- Miles Davis in Europe (1963)
- Four & More (1964)
- My Funny Valentine (1964)
- Miles in Tokyo (1964)
- Miles in Berlin (1964)
- E.S.P. (1965)
- The Complete Live at the Plugged Nickel (1965)
- Miles Smiles (1966)
- Directions (1967, 1968)
- Sorcerer (1967)
- Nefertiti (1967)
- Water Babies (1967, 1968)
- Circle in the Round (1967, 1968)
- Miles in the Sky (1968)
- The Complete Miles Davis–Gil Evans Studio Recordings (1968)
- Filles de Kilimanjaro (1968)
- In a Silent Way (1969)
- Live in Europe 1967: The Bootleg Series Vol. 1 (Columbia Legacy, 2012)
- Miles Davis at Newport 1955-1975: The Bootleg Series Vol. 4 (Columbia Legacy, 2015)

Med Eric Dolphy
- Out to Lunch (1964)

Med Kenny Dorham
- Una Mas (1963)

Med Gil Evans
- There Comes a Time (RCA, 1975)

Med Tommy Flanagan
- The Master Trio (1983)
- Blues in the Closet (1983)

Med Hal Galper
- Now Hear This (Enja, 1977)

Med Stan Getz
- Captain Marvel (1972)

Med Dexter Gordon
- Round Midnight (1986)

Med Herbie Hancock
- My Point of View (1963)
- Empyrean Isles (1964)
- Maiden Voyage (1965)
- V.S.O.P. (1976)
- V.S.O.P.: The Quintet (1977)
- V.S.O.P.: Tempest in the Colosseum (1977)
- Herbie Hancock Trio (1977)
- Sunlight (1978)
- V.S.O.P.: Live Under the Sky (1979)
- Mr. Hands (1980)
- Herbie Hancock Trio (1982)
- Quartet (1982)
- Town Hall Concert (1985)
- Future2Future (2001)

Med Herbie Hancock, Wayne Shorter, Ron Carter och Wallace Roney
- A Tribute to Miles (1992)

Med Jonas Hellborg och Soldier String Quartet
- The Word (1991)

Med Joe Henderson
- Relaxin' at Camarillo (Contemporary, 1979)

Med Andrew Hill
- Point of Departure (1964)

Med Terumasa Hino
- May Dance (1977)

Med Allan Holdsworth
- Atavachron (1986)

Med Hank Jones
- I'm Old Fashioned (East Wind, 1976)
- Love for Sale (East Wind, 1976)
- The Great Jazz Trio at the Village Vanguard (East Wind, 1977)
- The Great Jazz Trio at the Village Vanguard Vol. 2 (East Wind, 1977)
- The Great Jazz Trio at the Village Vanguard Again (East Wind, 1977 [2000])
- Kindness Joy Love & Happiness (East Wind, 1977)
- Milestones (East Wind, 1978)
- New Wine in Old Bottles (East Wind, 1978)
- Direct from L.A. (East Wind, 1978)
- The Great Tokyo Meeting (East Wind, 1978)

Med Charles Lloyd
- Of Course, Of Course (Columbia, 1965)

Med Michael Mantler
- Movies (1977)

Med Ray Manzarek
- The Golden Scarab (1973)

Med Branford Marsalis
- Renaissance (1987)

Med Wynton Marsalis
- Wynton Marsalis (1981)

Med John McLaughlin
- Johnny McLaughlin: Electric Guitarist (1978)

Med Jackie McLean
- Vertigo (1963)

- One Step Beyond (1963)

Med Marcus Miller
- The Sun Don't Lie (1990–92)

Med Mulgrew Miller
- The Countdown (1988)

Med Grachan Moncur III
- Evolution (Blue Note, 1963)

- Some Other Stuff (Blue Note, 1964)

Med Jaco Pastorius och John McLaughlin
- Trio of Doom (1979)

Med Michel Petrucciani
- Marvellous (1994)

Med Pop Workshop
- Song of the Pterodactyl (1974)

Med Public Image Ltd
- Album (1985)

Med Don Pullen
- New Beginnings (Blue Note, 1988)

Med Sam Rivers
- Fuchsia Swing Song (Blue Note, 1964)

Med Sonny Rollins
- Easy Living (1977)
- Don't Stop the Carnival (1978)
- No Problem (1981)

Med Wallace Roney
- Verses (1987)

Med Travis Shook
- Travis Shook (1993)

Med Wayne Shorter
- The Soothsayer (1965)

Med McCoy Tyner
- Supertrios (1977)

- Counterpoints (1978)

Med Weather Report
- Mr. Gone (1978)